# Tungsen
Tungsen är en sjö i Ovanåkers kommun och Rättviks kommun i Dalarna och ingår i Dalälvens huvudavrinningsområde. Sjön har en area på 0,772 kvadratkilometer och ligger 250,9 meter över havet. Vid sjön ligger även byn Tungsen, där det tidigare fanns ett järnbruk.

## Delavrinningsområde
Tungsen ingår i det delavrinningsområde (679792-148464) som SMHI kallar för Mynnar i Hälsingaspen. Medelhöjden är 300 meter över havet och ytan är 27,95 kvadratkilometer. Det finns inga avrinningsområden uppströms utan avrinningsområdet är högsta punkten. Vattendraget som avvattnar avrinningsområdet har biflödesordning 4, vilket innebär att vattnet flödar genom totalt 4 vattendrag innan det når havet efter 317 kilometer. Avrinningsområdet består mestadels av skog (86 procent). Avrinningsområdet har 1,14 kvadratkilometer vattenytor vilket ger det en sjöprocent på 4,1 procent.